# Nephrogramma reniculalis
Nephrogramma reniculalis är en fjärilsart som beskrevs av Philipp Christoph Zeller 1872. Nephrogramma reniculalis ingår i släktet Nephrogramma och familjen Crambidae. Inga underarter finns listade i Catalogue of Life.